# 新比焦夫

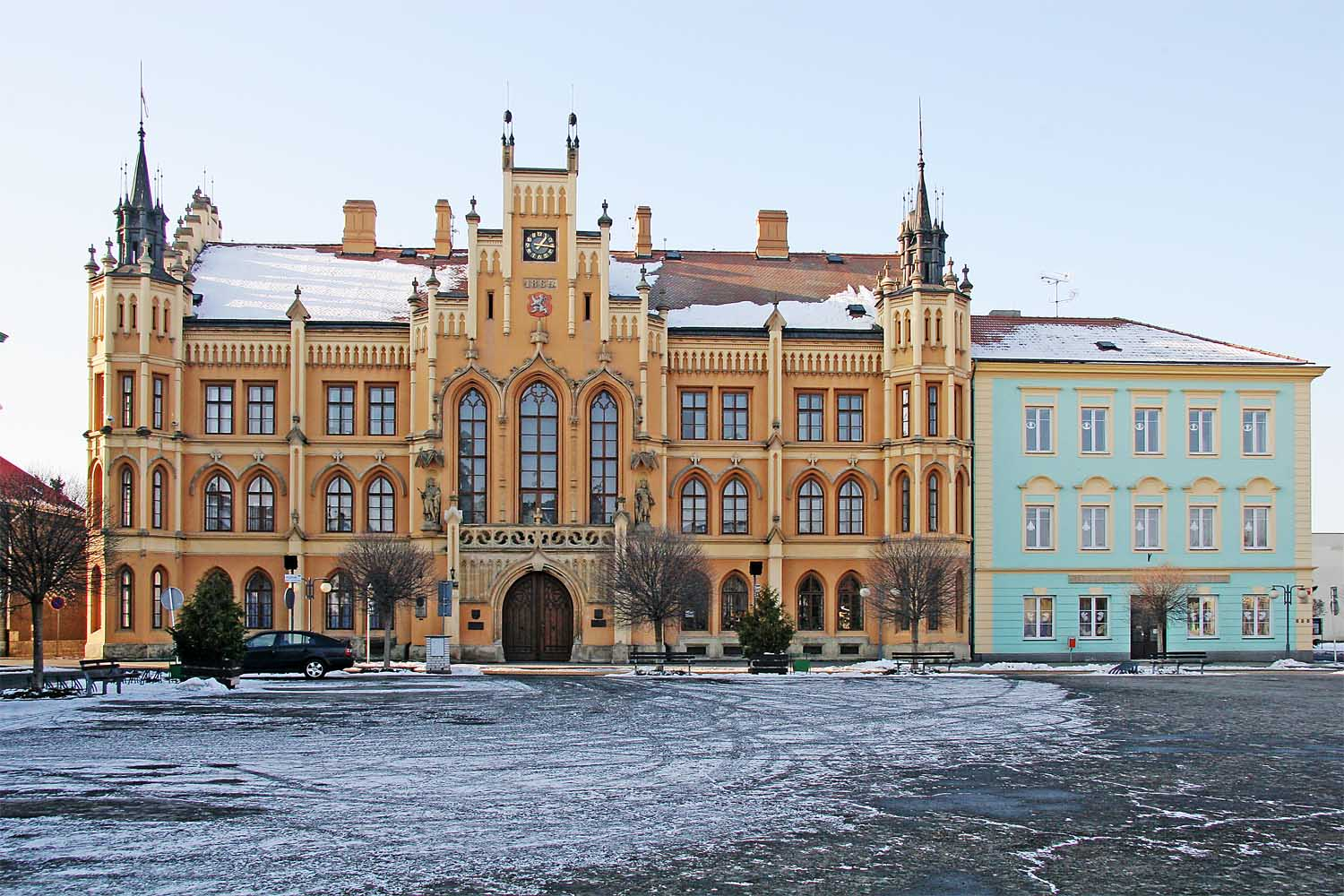

新比焦夫是捷克的城鎮，位於該國北部齊德利納河畔，距離赫拉德茨-克拉洛韋約23公里，由赫拉德茨-克拉洛韋州負責管轄，面積35.24平方公里，海拔高度234米，2012年人口7,129。

## 外部連結
- Official website （页面存档备份，存于）